# Staatliches Georgisches Streichquartett
Das Staatliche Georgische Streichquartett ist ein Ensemble, welches in der heutigen Besetzung seit 1969 existiert. Die Mitglieder sind Konstantin Wardeli (1. Violine), Tamas Batiaschwili (2. Violine), Nodar Schwania (Viola) und Otar Tschubinischwili (Cello).
In der Zeit der Sowjetunion hieß das Ensemble „Staatliches Georgisches Streichquartett“, welches von anderen georgischen Streichern schon im Jahr 1932 gegründet wurde. Im Jahr 1966 fragte Irakli Barnabischwili, der Cellist des damaligen Quartetts, drei ausgezeichneten Absolventen der Musikhochschulen Tiflis und Moskau K. Wardeli, T. Batiaschwili und N. Schwania, die Stellen der zurückgezogenen anderen Mitgliedern des Quartetts zu übernehmen und mit ihm zusammen die langjährige Tradition weiterzuführen. Im Jahr 1969 zog er sich selber zurück und der Cellist Otar Tschubinischwili, gleichfalls Absolvent der Musikhochschulen Tiflis und Moskau, übernahm seinen Platz. 
Die jungen Musiker reisten regelmäßig nach Moskau, wo sie von Rostislaw Dubinki, dem ersten Geiger des damaligen Borodin-Quartetts, geleitet wurden. Den internationalen Durchbruch erzielte das Quartett im Leo-Weiner-Wettbewerb in Budapest 1973, bei dem sie den 1. Preis sowie zusätzlich einen Spezialpreis für zeitgenössische Musik erhielten. In Folge bestritt das Quartett zahlreiche Aufführungen in Westeuropa und machte sich beliebt und gefragt bei bedeutenden Kammermusikfestivals, wie z. B. beim namhaften Festival von Kuhmo in Finnland. 
Nach dem Ende der Sowjetunion emigrierte das Georgische Streichquartett zunächst nach Ingolstadt in Deutschland. Neben der Konzerttätigkeit unterrichteten die Mitglieder des Quartetts an der dortigen David-Oistrach-Akademie. Im Jahr 2005, nach dem Ende der politischen Unruhen, kehrten die Musiker wieder in ihre Heimat zurück. Heute sind sie Gastprofessoren an der Musikhochschule Tiflis, und konzertieren weiterhin in einer seit 43 Jahren unveränderten Besetzung.

## Repertoire
Das Repertoire des  Streichquartetts ist sehr vielfältig und umfasst Werke von Haydn, Mozart, Beethoven, Schubert, Brahms, Ravel, Schönberg und Webern bis zur zeitgenössischen Musik, sowie speziell auch Werke von Georgischen Komponisten wie Sulchan Zinzadse, Gija Kantscheli, Sulchan Nassidse und Nodar Gabunia. 
Besonderen Stellenwert in ihrem Repertoire haben die Werke von Dimitri Schostakowitsch, mit dem das Quartett wiederholt in Kontakt stand. Schostakowitsch bemerkte über das Quartett: „Ich habe mehrmals Konzerte des Staatlichen Georgischen Streichquartetts gehört. Es besteht aus individuell starken Musikern mit hervorragender Technik und besitzt einen wunderschönen Klang. Bei jedem neuen Werk versuchen sie, dem Zuhörer auch dessen tiefste Ideen vor Augen zu führen. Sie haben ein ausgezeichnetes Gefühl für das Ensemble. Wenn man ihnen zuhört, vergisst man unwillkürlich, dass es sich um vier Musiker handelt. Man könnte glauben, dass es ein einziges Instrument ist.“

## Preise und Auszeichnungen
- 1973 1. Preis Leo-Weiner-Wettbewerb in Budapest
- 1980 Auszeichnung „Volkskünstler“ der damaligen Sowjetunion.
- 2000 „Ehrenkünstler“ Georgiens

## Diskografie
- Georgian State String Quartet, Sulkhan Nasidze String Quartet No.5, Sulkhan Tsintsadze String Quartet No.6 & Miniatures, erschienen bei SONY 1995.
- Georgian State String Quartet, Sulkhan Tsintsadze Quartet No. 10 & Miniatures, Nodar Gabunia Quartet No.2, erschienen bei Unlimited Classics Germany 1996.
- Georgian State String Quartet 35 Years, Ludwig van Beethoven String Quartet op.74 „Harp“ & op.95 „Serioso“, erschienen bei Caprice Records Stockholm 2001.
- The Georgian State Quartet, Dmitri Shostakovich String Quartet No.2 & No.3, Sulkhan Tsintsadze Miniatures, erschienen bei Caprice Records Stockholm 2004.